# Deshin Shekpa, 5º Karmapa Lama

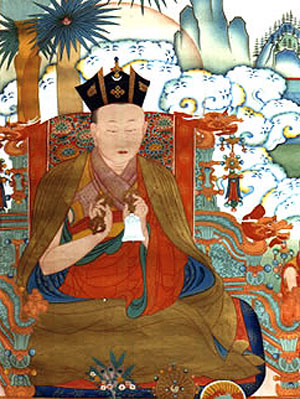
O 5.º Karmapa, Deshin Shekpa

Deshin Shekpa, 5º Karmapa Lama (em tibetano: དེ་བཞིན་གཤེགས་པ་) (1384–1415), (também escrito Deshin Shegpa, Dezhin Shekpa, Dezhin Shegpa), foi o 5.º Gyalwa Karmapa, líder da Karma Kagyu, uma subdivisão da Kagyu do Budismo tibetano. Deshin Shekpa nasceu em Nyang Dam, no sul do Tibete. De acordo com a linhagem, ao nascer ele teria dito: “Sou o Karmapa. Om mani padme hum shri.” Depois disso, foi levado a Tsawa Phu, onde foi reconhecido como a reencarnação do 4.º Karmapa.
O 5.º Karmapa, Deshin Shekpa, viajou extensamente pelo Tibete e Mongólia, ensinando práticas de não violência. Após concluir sua formação, foi convidado a ir para a China em 1403, pois o Imperador Yongle (Zhu Di; 1402–1424) tivera uma visão de Avalokitesvara e desejava cerimônias religiosas para seus pais falecidos.
Depois de uma longa jornada iniciada em 1403, o 5.º Karmapa chegou à capital chinesa, Nanjing, em 10 de abril de 1407, montado em um elefante. Ao entrar no palácio imperial, recebeu as boas-vindas de dezenas de milhares de monges. Conseguiu convencer o imperador de que existiam diferentes ramos do budismo para diferentes povos e que isso não significava que um ramo fosse superior ao outro.
O 5.º Karmapa foi muito bem acolhido em sua visita à capital e há relatos de diversas ocorrências milagrosas. Ele também conduziu cerimônias religiosas para a família do imperador. Em reconhecimento, recebeu 700 medidas de prata e o título de “Precioso Rei Religioso, Grande Amoroso do Ocidente, Poderoso Buda da Paz”. Recebeu ainda uma representação material da famosa e etérea “Vajra Crown”, alegadamente invisível a todos, exceto para os de espírito puro, sendo essa coroa confeccionada em brocado preto e adornada com joias.
Além dos assuntos religiosos, o Imperador Cheng Zu almejava firmar aliança com o 5.º Karmapa similar àquela que os imperadores Yuan (1277–1367) haviam consolidado com a escola Sakya. O imperador Ming aparentemente ofereceu enviar tropas regulares para unificar o Tibete sob o 5.º Karmapa, mas Deshin Shekpa recusou.
O 5.º Karmapa partiu de Nanjing em 17 de maio de 1408. Em 1410, retornou ao Mosteiro de Tsurphu, onde reconstruiu o monastério, seriamente danificado por um terremoto.